# Liste der Staatsoberhäupter 24 v. Chr.
Übersicht
◄◄ | ◄ | 28 v. Chr. | 27 v. Chr. | 26 v. Chr. | 25 v. Chr. | Liste der Staatsoberhäupter 24 v. Chr. | 23 v. Chr. | 22 v. Chr. | 21 v. Chr. | 20 v. Chr. | ► | ►►

Weitere Ereignisse

## Afrika
- Mauretanien
  - König: Juba II. (25 v. Chr.–23)

- Römisches Reich
  - Provincia Romana Aegyptus
    - Präfekt: Aelius Gallus (25–24 v. Chr.)
    - Präfekt: Publius Petronius (24–22 v. Chr.)

## Asien
- Armenien
  - König: Artaxias II. (34–20 v. Chr.)

- Charakene
  - König: Attambelos I. (47/46–25/24 v. Chr.)
  - König: Theonesios I. (25/24–19/18 v. Chr.)

- China
  - Kaiser: Han Chengdi (33–7 v. Chr.)

- Iberien (Kartlien)
  - König: Mirian II. (30–20 v. Chr.)

- Indien
  - Indo-Griechisches Reich
    - König: Straton II. (25 v. Chr.–10)

  - Indo-Skythisches Königreich
    - König: Azes II. (35–12 v. Chr.)

  - Satavahana
    - König: Svatisena Svatikarna (26–16 v. Chr.)

- Japan (Legendäre Kaiser)
  - Kaiser: Suinin (29 v. Chr.–70)

- Judäa
  - König: Herodes (39–4 v. Chr.)
  - Vorsitzender des Hohen Rates: Hillel der Ältere (31 v. Chr.–9)
  - Hohenpriester: Jesus ben Phiabi (34–23 v. Chr.)

- Kappadokien
  - König: Archelaos (36 v. Chr.–17)

- Kommagene
  - König: Mithridates II. (38–20 v. Chr.)

- Korea
  - Dongbuyeo
    - König: Geumwa (48–7 v. Chr.)

  - Goguryeo
    - König: Dongmyeong (37–19 v. Chr.)

  - Silla
    - König: Bak Hyeokgeose Geoseogan (57 v. Chr.–4)

- Nabataea
  - König: Obodas III. (28–9 v. Chr.)

- Osrhoene
  - König: Abgar IV. (26–23 v. Chr.)

- Partherreich
  - Schah (Großkönig): Phraates IV. (38–2 v. Chr.)

- Pontos
  - König: Polemon I. (37–8 v. Chr.)

## Europa
- Bosporanisches Reich
  - König: Asandros (47–20 v. Chr.)

- Britannien
  - Catuvellaunen
    - König von Catuvellauni: Cassivellaunus (54–20 v. Chr.)

  - Atrebaten
    - König von Atrebates: Commius (57–20 v. Chr.)

- Odrysisches Königreich
  - König: Cotys VII. (31–18 v. Chr.)
  - König: Rhoematalces I. (Abdera-Linie) (31 v. Chr.–12)

- Römisches Reich
  - Kaiser: Augustus (27 v. Chr.–14)
    - Konsul: Augustus (24 v. Chr.)
    - Konsul: Gaius Norbanus Flaccus (24 v. Chr.)